# محمية غابة باكوسي
محمية غابة باكوسي، هي محمية طبيعية تقع في سلسلة جبال باكوسي في الكاميرون وسط إفريقيا.

## الوصف
تبلغ مساحة محمية غابة باكوسي 5,517 كيلومترًا مربعًا، تقع في جبال باكوسي في الكاميرون، وهي موطن للعديد من الأنواع النادرة من النباتات والحيوانات والطيور.
تحتوي المحمية على منتزه باكوسي الوطني، الذي تم إنشاؤه في أوائل عام 2008 بهدف الحفاظ على التنوع النباتي.
أنشئت المحمية في عام 1956، وفي عام 2000، أصبحت غابة محمية، وحظرت فيها جميع عمليات قطع الأشجار، بتوجد فيها شجرة (لوفيرا الاتا :Lophira alata)، التي موطنها الغابة، وهي شجرة نادرة عانت كثيرًا بسبب قطع الأشجار الغير القانوني.

## التنوع الحيوي
منذ عام 1994، بدأت أعداد الطيور بالتواجد على جبل كوبي بسبب الحماية التي قدمها لها زعماء باكوسي التقليديون اللذين يقطنون المنطقة، وكذلك يتواجد قرد بريوس، وقرد الغينون أحمر الأذن، وقرد الأنف المرقط الكبير، والعديد من أنواع قرود الأدغال، والمانجابي، والشمبانزي، وقرد بريوس الأحمر.
تضم المحمية بعض أنواع الحرباء التي تتواجد في المنطقة، وبعض أنواع الطيور، تم تسجيل أكثر من 329 نوعًا من الطيور، وتشمل هذه الطيور طائر الصرد الجبلي في جبل كوبي، والثرثار الجبلي أبيض الحلق المهدد بالانقراض، وطائر الصرد الأخضر الصدر المعرض للخطر، و طائر الدجاج الصخري رمادي العنق(Picathartes oreas).